# ウルトラ超伝説
『ウルトラ超伝説』は、児童雑誌てれびくんに掲載されたウルトラマン関係の外伝漫画、特撮『アンドロメロス』の原作であるが、基本的には第二部が土台で、ストーリーが異なっている。ここでは主に、第三部と第四部を記載する。

## 概要
- 第一部『ウルトラ兄弟物語 ウルトラ超伝説』
- 第二部『ウルトラ超伝説 アンドロ超戦士』
- 第三部『アンドロ超戦士』
- 第四部『ウルトラ超伝説』
- 第五部『ウルトラ超伝説 すすめタロウ』

全五部構成。

## 登場人物
アンドロメロス、アンドロウルフ、アンドロマルス、アンドロフロル
アンドロメロス#アンドロ超戦士を参照。

### 第三部
アズ・アース
地球の生命エネルギーで、地球人にとっては神そのものの姿をしている。
イド
通称「宇宙大怪獣」全長数百メートルの巨体で、巨大化したマルスよりも大きい。
バルタン星人
メカバルタン
第一部においてジュダによって粛正されたはずだったが、イドにより復活。ピース星を訪れたメロス、マルスを強襲する。
セミ人間
バルタン星人の配下。アンドロ警備隊本部を強襲する。
エープ星人
少女

### 第四部
プロメテウス
ウルトラの星の科学者。トランの父親。アース号の記録にウルトラの星最大の危機を直感で確信してしまう。
トラン
プロメテウスの息子。今作は終始コスモテクターを身に着けている。
ピコ
ウルトラの星に住む幼い少年。いじめられっ子でトランに助けられる。
長老
ウルトラの星の最古老。光線技を使ったプロメテウスを追放するが、汚名を着ても戦い続ける彼の姿に伝説の巨人の姿を垣間見る。確信を得て自分が知る伝説をその後語るが、プラズマスパークが放出するディファレーター光線を受けずに頭部のみ人間の姿に変わる。
美雪ケイ
アース号の乗組員。アース号の記録を残した張本人。その正体はアンドロフロル。
ボア
数々の星々を破壊し侵略する鋼鉄の身体を持つ一つ目巨人。
ジュダ
ボアの部下。ウルトラの星を怪獣で侵略しようとするが、プロメテウスの能力に興味を持ち、その過程で己の運命の一部を知ってしまう。
ギガン
ウルトラの星で最初に現れた巨大怪獣。
ノコギリン
ゴモラ
ウルトラ人の秘密を知ったジュダが送り込んだ刺客。プラズマスパークを備えたドームを地下から破壊し、ウルトラの星を闇へ堕とす。

## メカニック
アンドロ艇
エープ星に安置されていた飛行艇。
グランテクター
黄道の剣
アース号
地球で制作された恒星間航行宇宙船。
プラズマスパーク
ウルトラの星にある人工太陽。

## 用語
三種の神器
アンドロ艇、黄道の剣、グランテクターの総称。剣以外、本来はプロメテウスが制作した試作機であったが、時空を超えたことで宇宙を揺るがす最終兵器へと変貌する。